# Archeraphidia baisensis
Archeraphidia baisensis là một loài côn trùng trong họ Alloraphidiidae thuộc bộ Raphidioptera. Loài này được Ponomarenko miêu tả năm 1993.